# 埃里克·冯·切尔马克
埃里克·冯·切尔马克（德語： 1871年11月15日—1962年10月11日）奥地利农学家，曾开发数种新型抗病作物，包括小麦-黑麦和燕麦杂种。他是摩拉维亚出生的矿物学家古斯塔夫·切尔马克·冯·塞塞涅格的儿子。外祖父是著名的植物学家、孟德尔的植物学老师爱德华·费兹尔。他以与胡戈·德弗里斯、卡尔·科伦斯同时独立重新发现孟德尔定律而知名。